# Agnezia monnioti
Agnezia monnioti är en sjöpungsart som beskrevs av Young och Vazquez 1997. Agnezia monnioti ingår i släktet Agnezia och familjen Agneziidae. Inga underarter finns listade i Catalogue of Life.